# Will Ospreay
William Peter Ospreay, meglio conosciuto come Will Ospreay (Havering, 7 maggio 1993), è un wrestler inglese sotto contratto con la All Elite Wrestling.

## Carriera

### New Japan Pro-Wrestling (2016–2023)
Ospreay debutta per la New Japan Pro-Wrestling nel 2016 sfidando Kushida per L'IWGP Junior Heavyweight Championship ma venne sconfitto. Due mesi dopo vince il Best of the Super Juniors e ha quindi l'opportunità di sfidare nuovamente Kushida venendo sconfitto nuovamente. Nel corso dell'anno entra nella Super J Cup venendo eliminato da Matt Sydal nel secondo round e sfida Katsuyori Shibata per il British Heavyweight Championship venendo sconfitto. Nel 2017 partecipa al Best of The Super Juniors venendo sconfitto in finale da Kushida.
Nell'ottobre del 2017 Ospreay sconfigge Kushida diventando per la prima volta IWGP Junior Heavyweight Champion. Perde il titolo alla prima difesa contro Marty Scurll, per poi riconquistarlo a Wrestle Kingdom 12. Perde il titolo contro Hiromu Takahashi in giugno 2018. A Wrestle Kingdom 13 sconfigge Kota Ibushi diventando NEVER Openweight Champion, ma lo perde contro Jeff Cobb a G1 Supercard. Vince il Best of the super juniors per la seconda volta e quindi il titolo Junior per la terza a Dominion. Partecipa alla New Japan Cup e al G1 Climax, tornei per i pesi massimi. Nell'ottobre 2020, Ospreay tradisce il suo compagno del Chaos, Kazuchika Okada, e si allea con Great-O-Khan, formando lo United Empire.

### Impact Wrestling (2023–2024)
Ospreay ha disputato una serie di match nella Impact Wrestling. Ha vinto un match contro Mike Bailey a Bound for Glory definito dalla stessa federazione come "match of the year". Successivamente ha avuto una serie di due match contro Josh Alexander: il primo è stato vinto da Ospreay a nella puntata di Impact del 16 novembre 2023, il secondo invece avviene sempre a Impact il 18 gennaio 2024 ed è stato vinto da Alexander.

### All Elite Wrestling (2024–presente)

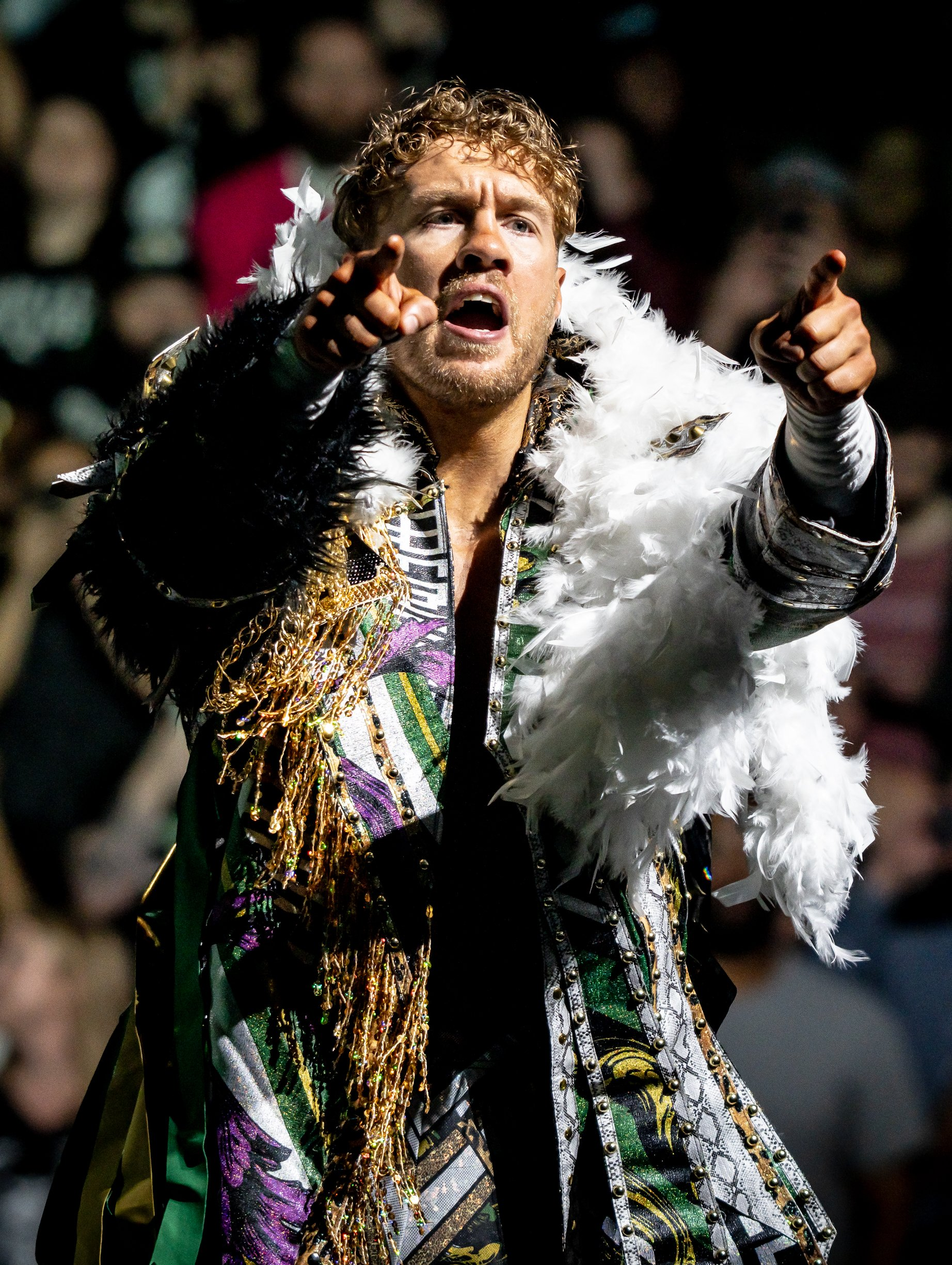
Ospreay nel 2024.

Ospreay quando ancora era sotto contratto con la NJPW ha disputato varii match in AEW grazie alla collaborazione che intercorre tra le due aziende: a Forbidden door 2022 ha vinto un match contro Orange Cassidy, a Forbidden Door 2023 ha vinto un match contro Kenny Omega e a All in 2023 ha vinto contro Chris Jericho. Successivamente Ospreay ha annunciato durante il pay-per-view Full Gear 2023 di avere firmato un contratto pluriennale con la AEW ora che non è più un wrestler della NJPW. Ha disputato il suo primo incontro come lottatore AEW a Revolution 2024 vincendo contro Konosuke Takeshita; successivamente ha avuto una faida con Bryan Danielson culminata nel match di Dynasty vinto anch'esso da Ospreay. A Double or Nothing 2024 Ospreay ha vinto il titolo International sconfiggendo Rodderick Strong nell'opener del pay-per-view. Il 30 giugno 2024, nel main event di Forbidden Door, ha affrontato il campione Swerve Strickland in un match valevole per l'AEW World Championship, la contesa è stata vinta da Swerve ed è costata ad Ospreay la prima sconfitta in AEW. Al termine dell'acclamato incontro, i due wrestler si sono abbracciati sportivamente. Nell'episodio numero 250 di Dynamite, Ospreay ha perso il titolo International in favore di MJF, in un incontro durato 59 minuti.  Successivamente ha riconquistato il titolo nella rivincita avvenuta a All in 2024 al Wembley stadium. Ospreay ha poi difeso con successo il suo titolo a All Out 2024 contro PAC. Ospreay durante tutto questo periodo in AEW si è sempre più allontanato dalla Don Callis family (stable di cui faceva parte) fino all'annuncio della sua definitiva separazione dal gruppo dichiarando però di rimanere amico sia di Don Callis che di tutti gli altri membri soprattutto di Kyle Fletcher. Proprio insieme a quest'ultimo Ospreay ha tentato di vincere i titoli di coppia detenuti dagli Young Bucks a Dynamite Grand Slam, alla fine del match Ospreay ha causato la sconfitta del suo team impedendo a Don Callis e a Kyle Fletcher di vincere in maniera scorretta tramite l'utilizzo di un cacciavite permettendo agli Young Bucks di mantenere le cinture, ciò ha causato la rottura definitiva tra Ospreay e la fazione. Al quinto anniversario di Dynamite Ospreay ha difeso il titolo international da Ricochet ma il match è stato interrotto da Konosuke Takeshita, membro della Don Callis Family, sotto ordine di Don Callis stesso, ciò ha portato al three way match di WrestleDream tra Ospreay, Ricochet e Takeshita stesso il quale ha vinto il titolo grazie all'aiuto di Don Callis e di Kyle Fletcher. Quest'ultimo ha dichiarato successivamente a Dynamite di essere sempre stato oscurato da Ospreay e che se prima veniva definito "un prossimo campione del mondo" ora era finito per essere "un prossimo Will Ospreay", Fletcher dunque ha sfidato Ospreay a Full gear vincendo e consegnando a Ospreay la sua terza sconfitta in All Elite. Successivamente Ospreay è stato inserito nel torneo Continental classic come wrestler della gold league, durante il torneo ha totalizzato 9 punti andando a perdere contro Darby Allin e contro Ricochet. Arrivati dunque a Worlds end Ospreay è riuscito ad avere la sua rivincita su Kyle Fletcher durante la sanguinolenta semifinale del torneo, ma poco dopo non è riuscito a vincere il torneo in quanto ha perso contro Kazuchika Okada nella finale.

## Personaggio

### Mosse finali
- Hidden Blade (Swinging elbow smash, solitamente sulla nuca dell'avversario)
- Oscutter (Springboard cutter)
- Storm Breaker (Double underhook overhead corkscrew neckbreaker)
- Storm Driver '93 (Kneeling head spike double underhook powerbomb)

### Soprannomi
- "Aerial Assassin"
- "Commonwealth Kingpin"
- "Dark Britannico"
- "Sky King"

## Titoli e riconoscimenti
- All Elite Wrestling

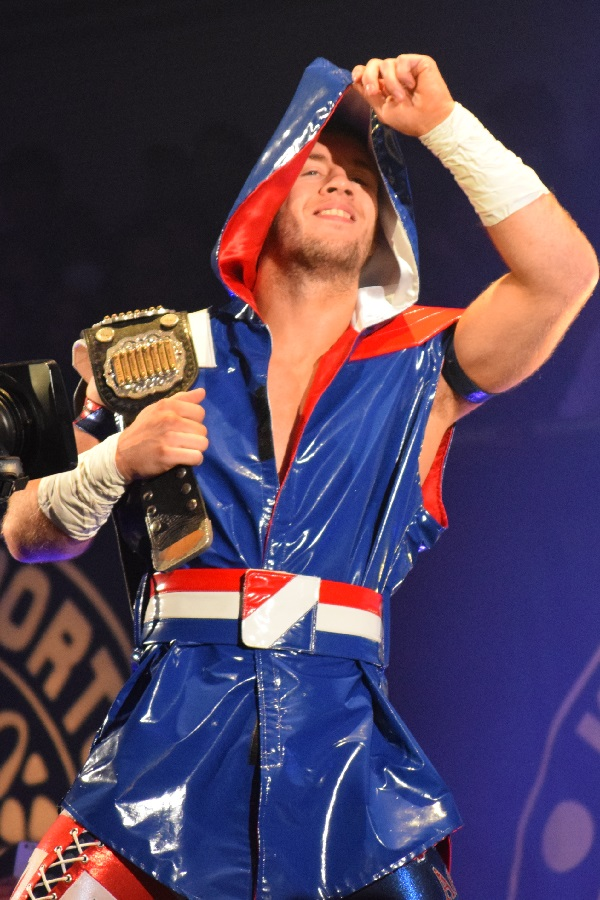
Will Ospreay con l'IWGP Junior Heavyweight Championship

  - AEW International Championship (2)[4]
- Future Pro-Wrestling
  - FPW Tag Team Championship (1) – con Paul Robinson
- Lucha Britannia
  - Lucha Britannia World Championship (2)
- Melbourne City Wrestling
  - MCW Intercommonwealth Championship (1)
- New Japan Pro-Wrestling
  - IWGP Junior Heavyweight Championship (3)
  - IWGP United States Heavyweight Championship (2)
  - IWGP World Heavyweight Championship (1)
  - NEVER Openweight Championship (1)
- One Pro Wrestling
  - 1PW Heavyweight Championship
- Progress Wrestling
  - Progress World Championship (1)
  - Progress Tag Team Championship (1) – con Paul Robinson
- Professional Wrestling Alliance
  - PWA Heavyweight Championship (1)[5]
- Pro Wrestling Illustrated
  - 10º tra i 500 migliori wrestler singoli nella PWI 500 (2019)[6]
- Reloaded Championship Wrestling Alliance
  - RCWA Elite-1 Championship (1)[7]
- Revolution Pro Wrestling
  - British Cruiserweight Championship (2)[8]
  - British Heavyweight Championship (1)
  - British Tag Team Championship (1) – con Paul Robinson
- Ring of Honor
  - ROH World Television Championship (1)[9]
- SoCal Uncensored
  - Match of the Year (2016) - con Matt Sydal e Ricochet vs. Adam Cole e gli  Young Bucks[10]
- Southside Wrestling Entertainment
  - SWE Speed King Championship (2)[11]
- Warrior Wrestling
  - Warrior Wrestling Championship
- What Culture Pro-Wrestling
  - WCPW Tag Team Championship (1)[12] – con Scotty Wainwright
- Wrestling Observer Newsletter
  - Best Flying Wrestler (2016, 2017, 2018)[13]
  - Non-Heavyweight MVP (2018)[14]